# Église Notre-Dame de Nieuwerkerken
L'église Notre-Dame-de-l'Assomption (Onze-Lieve-Vrouw Hemelvaartkerk en néerlandais) est une église de style gothique tardif et classique située à Nieuwerkerken, section de la ville belge d'Alost, dans la province de Flandre-Orientale.

## Historique
Une première église est construite à cet endroit vers 1300. En 1563-1568, l'ancien chœur est remplacé par un chœur de style gothique tardif,,.
Vers 1580, l'église est détruite par des insurgés. 
La tour qui surmonte la croisée du transept date du premier quart XVIIe siècle et la sacristie qui y est adossée date de 1760.
Jusqu'en 1725, la paroisse dépend de l'église Saint-Martin d'Alost.
En 1772-1774, l'ancienne nef est remplacée par un vaisseau de style classique à trois nefs et l'église prend sa forme actuelle,,.
L'église est classée comme monument historique depuis le 20 juin 1947 et figure à l'Inventaire du patrimoine immobilier de la Région flamande sous la référence 493,. 

## Architecture

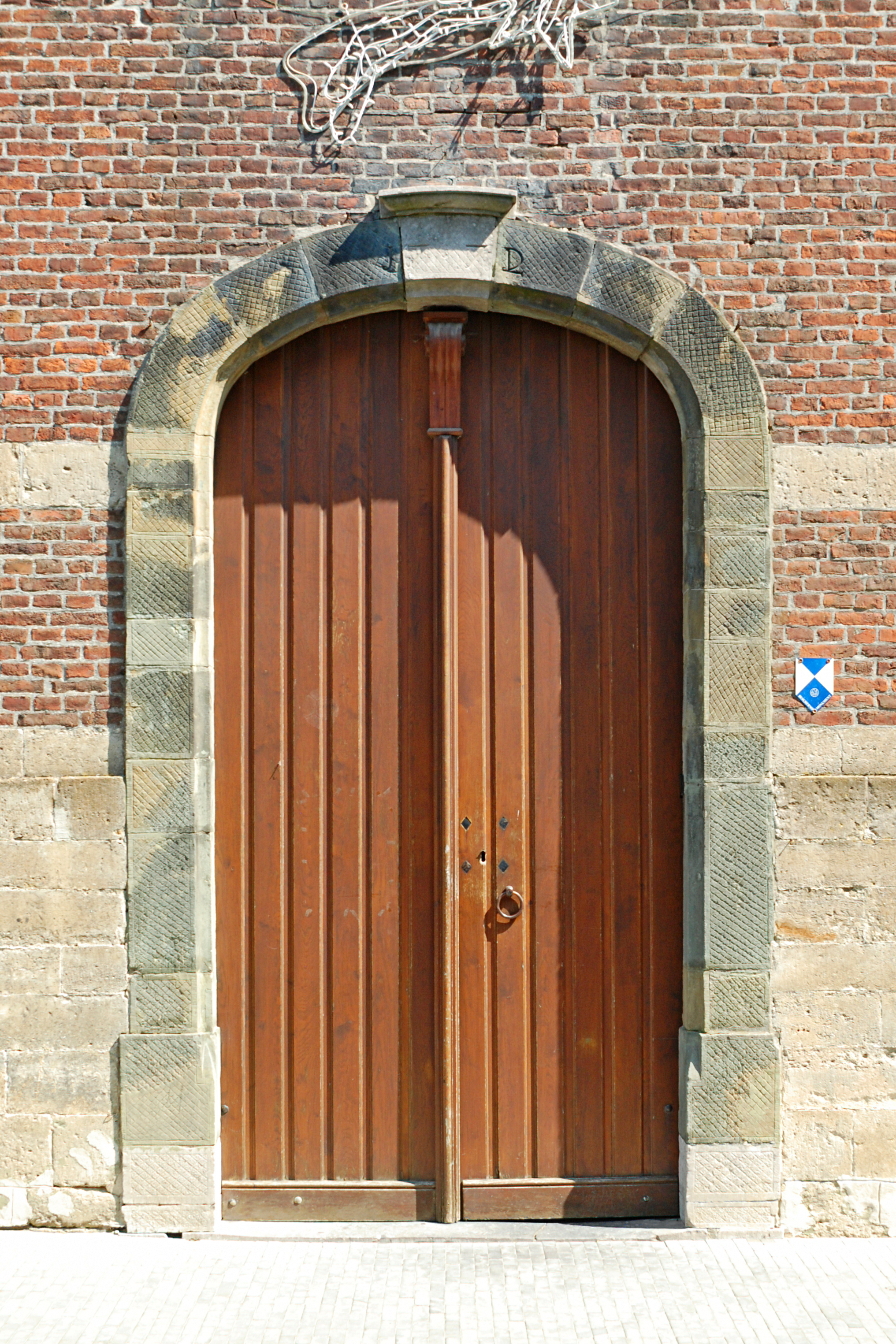
Portail.
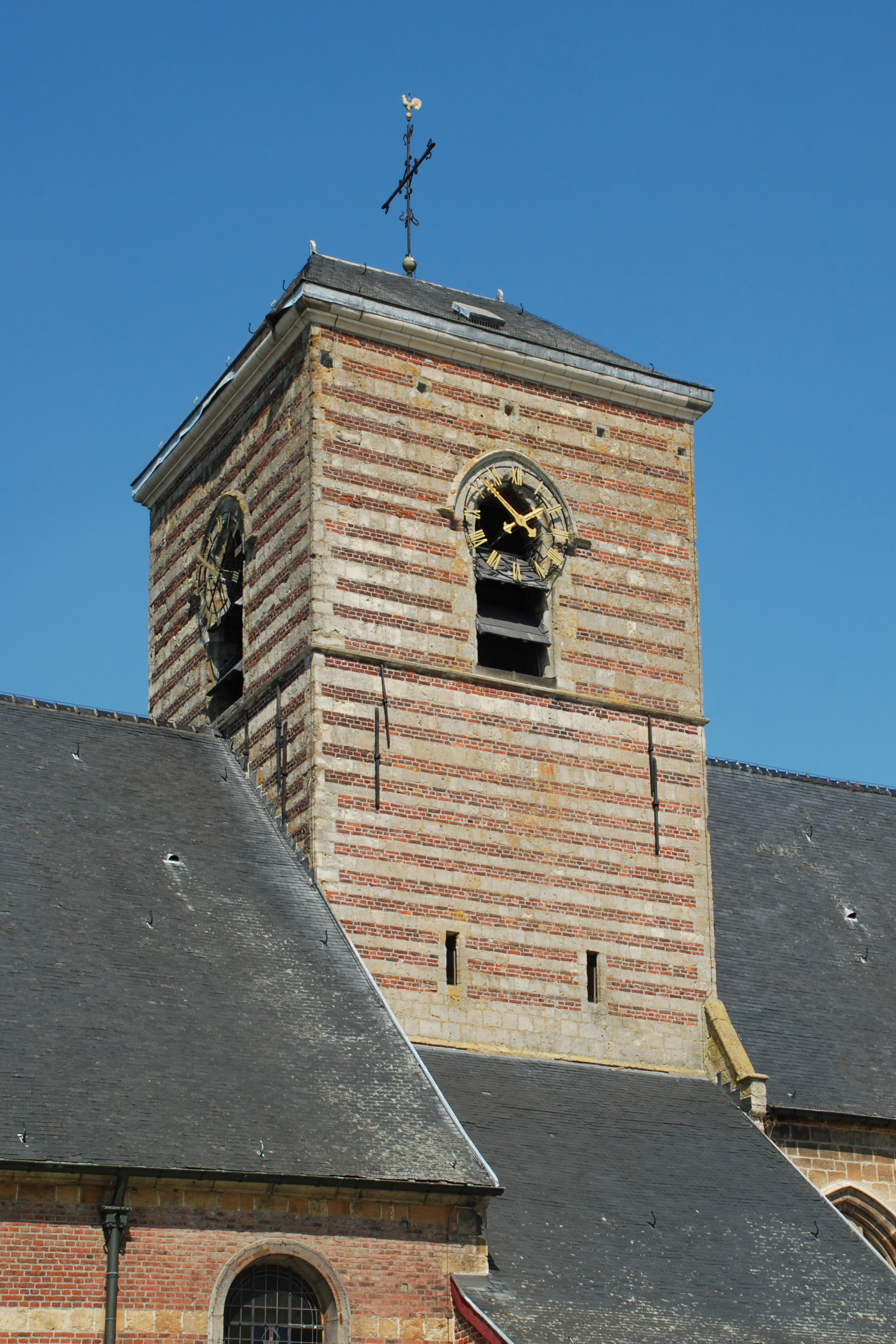
Tour.
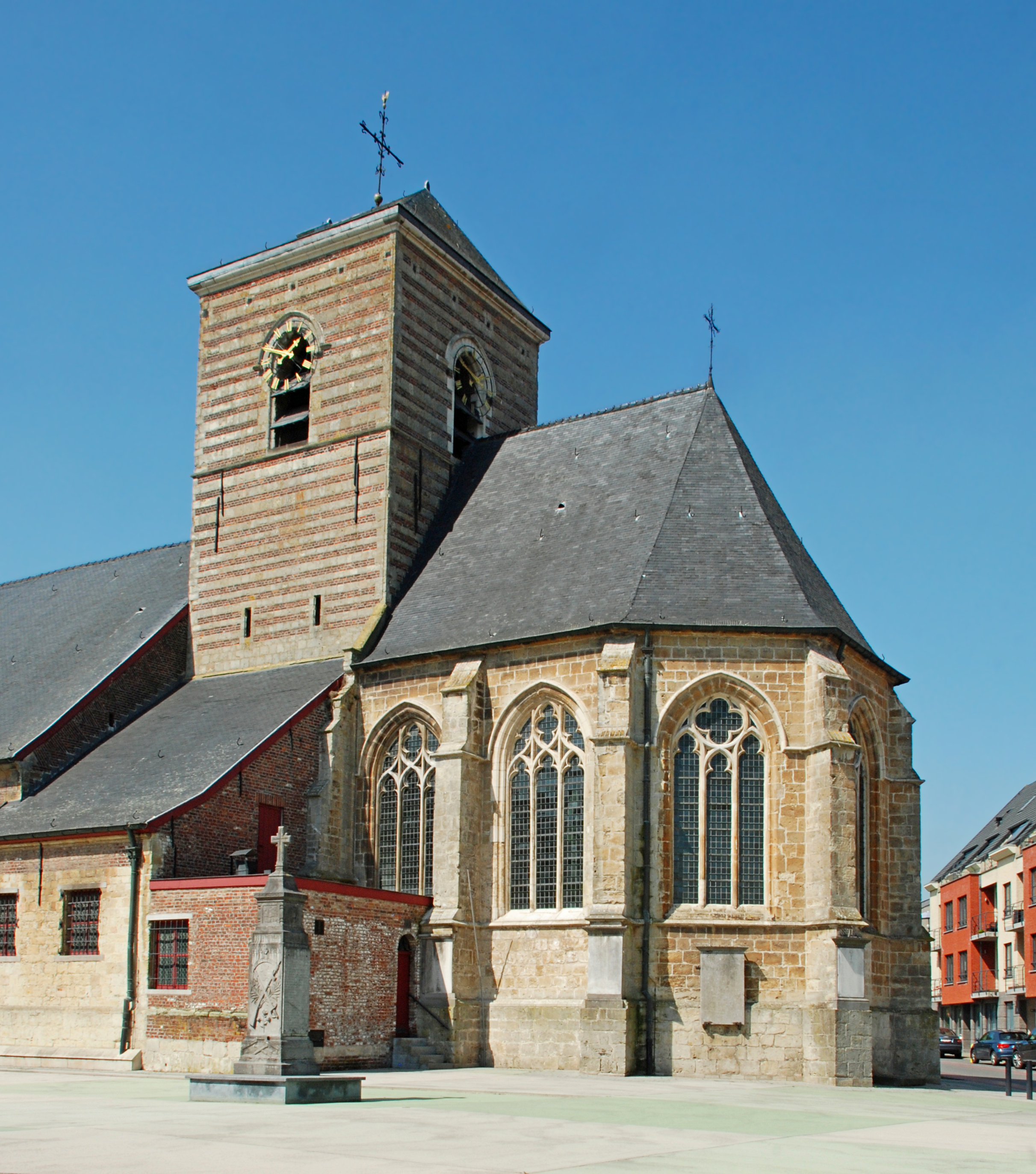
Tour et chevet.
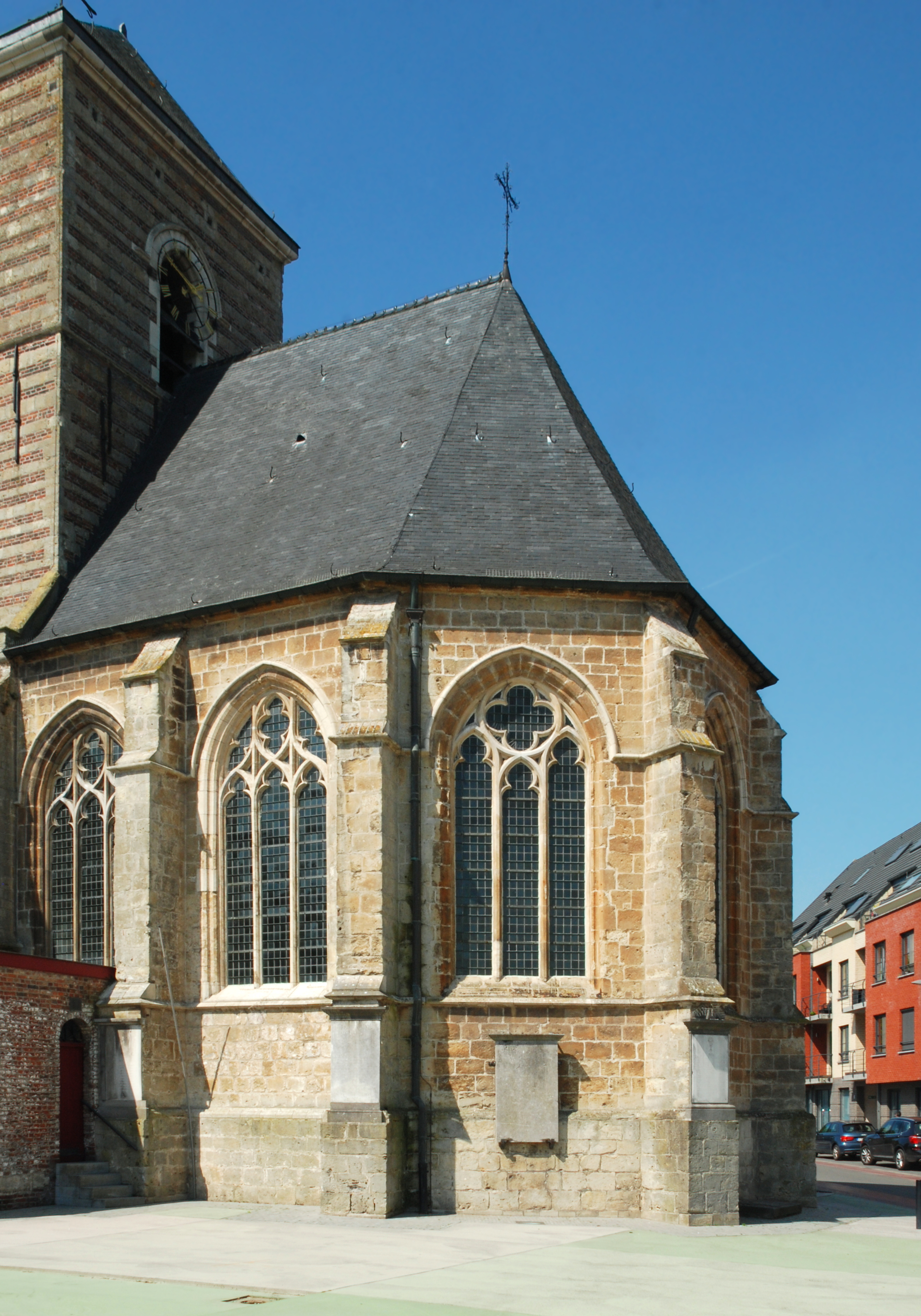
Chevet gothique.